# Рославльский вагоноремонтный завод
ОАО «Рославльский вагоноремонтный завод» — промышленное предприятие в Рославле Смоленской области.

## История
Завод основан в 1868 году как главные железнодорожные мастерские по ремонту подвижного состава для Орловско-Витебской железной дороги.
В 1888 году в мастерских была смонтирована при участии изобретателя Н. Н. Бенардоса вторая в России (и самая мощная для того времени) производственная электросварочная установка.
В 1929 году мастерские преобразованы в Рославльский вагоноремонтный завод.
С 1 октября 2003 года в соответствии с проводимой в России реформой железнодорожного транспорта завод становится филиалом ОАО «РЖД».
С 1 апреля 2006 года в соответствии с решением Совета директоров ОАО «РЖД» завод становится открытым акционерным обществом «Рославльский вагоноремонтный завод».
В ноябре 2011 года состоялся аукцион по продаже 100 % минус одна акция ОАО «Рославльский ВРЗ». Победителем аукциона стала компания «Рустранском» (владеет контрольным пакетом акций «Русагротранса»), предложившая за актив 2,45 млрд. руб. при стартовой цене в 1,287 млрд. руб..

## Продукция

### Ремонт
До 1993 года основным направлением деятельности предприятия являлся капитальный ремонт грузовых полувагонов и изготовление запасных частей к подвижному составу. С 1993 года заводом освоен капитальный и деповской ремонт вагонов-цистерн.

### Производство
С 1993 года заводом освоено строительство новых вагонов-цистерн для перевозки светлых нефтепродуктов, а с 1999 года — вагонов цистерн для перевозки вязких нефтепродуктов. Также в 1999 году начато изготовление вагонов-цистерн для перевозки олеума.
В 2014 году завод произвел 2644 грузовых вагонов.